# تانر هامل
تانر هامل (بالإنجليزية: Tanner Hummel)‏ هو لاعب كرة قدم أمريكي في مركز الدفاع، ولد في 16 أغسطس 1996 في كينيساو في الولايات المتحدة. لعب مع ريدينغ يونايتد إيسي.